# 정일성
정일성(鄭一成, 1929년 2월 19일~)은 대한민국의 영화촬영감독이다.

## 생애

### 생애 초기
본관은 진주(晉州)이고 일본 도쿄에서 출생한 그는 1945년 8·15 광복 직후 대한민국으로 귀국하였다. 예비역 대한민국 육군 중위이고 호(號)는 산남(山南)이다.
1951년 육군 갑종사관으로 육군 소위 임관 후 주한미군사령부 공병장교·일본어 통역장교로 복무하다가 주한 미8군 경상남도 부산 주둔부대 공보원(USIS)·정훈장교로 복무하였다.
1953년 육군 중위 진급하였다.
1954년 육군 중위 및 대한민국 국방부 정훈국 정훈장교 복무 당시 공군 홍보 제작 영화 《출격명령(돌격명령)》으로 영화촬영조감독 데뷔.
1954년 육군 중위 예편.
1957년 영화 《지상의 비극(가거라 슬픔이여)》으로 영화촬영조감독 데뷔.
1962년 영화 《동경서 온 사나이》로 영화촬영기사 데뷔.
1963년 영화 《조강지처》로 영화편집감독 데뷔.

## 학력
- 1945년 일본 도쿄 제2공업중학교 중퇴
- 1947년 서울공립공업중학교 속성과정반 졸업
- 1951년 서울대학교 기계공학과 학사
- 1952년 대한민국 육군보병학교 졸업
- 1953년 대한민국 육군포병학교 졸업
- 1953년 대한민국 육군공병학교 졸업
- 1964년 대한민국 국방대학교 행정학사

### 비학위 수료
- 1994년 고려대학교 언론대학원 최고위과정 수료

## 촬영영화 필모그래피
- 가거라 슬픔이여 (1957)	조긍하_감독
- 구름이 흩어질 때(1962)이봉래_감독
- 붉은 장미의 추억(1962) 노필_감독
- 동경서 온 사나이(1962)	박성복_감독
- 율곡과 그 어머니(1963)	이종기_감독
- 거지왕자(1963)	안현철_감독
- 조강지처(1963)	박 구 _감독
- 순애(1966)	박종호_감독
- 지하실의 7인(1969)	이성구_감독
- 아파트의 여인(1969)	이성구_감독
- 홍콩의 단장잡이(1970)	최영철_감독
- 홍콩의 마도로스(1970)	최영철_감독
- 화녀(1971) 	김기영_감독
- 과객(1971)	권철휘_감독
- 쌍벌한(1971)	임충희_감독
- 충녀(1972)	김기영_감독
- 엄마결혼식(1973)	조문진_감독
- 난파선(1973)	강혁_감독
- 광복 20년과 백범 김구(1973) 조긍하_감독
- 이중섭(1974)	곽정환_감독
- 국회푸락치(1974)	권영순_감독
- 환녀(1974)	김호선_감독
- 호기심(1974)	조문진_감독
- 파계(1974)	김기영_감독
- 대형(1974)	정인엽_감독
- 불꽃(1975)	유현목_감독
- 육체의 약속(1975)	김기영_감독
- 바보들의 행진(1975) - 하길종_감독
- 고교얄개(1976)	석래명_감독
- 가위 바위 보(1976)	김수용_감독
- 유정(1976)	강대진_감독
- 광화문통 아이(1976)	이원세 _감독
- 화려한 외출(1977)	김수용_감독
- 악어의 공포(1977)  	이원세_감독
- 여고얄개(1977)	석래명_감독
- 이어도(1977) - 	김기영_감독
- 사생문(1977)	남기남_감독
- 얄개행진곡(1977)	석래명_감독
- 문(1977)	유현목_감독
- 고교 꺼꾸리군 장다리군(1977)	석래명_감독
- 판문점 미류나무 작전	이영우_감독
- 별들의 고향(속)(1978)하길종_감독
- 망명의 늪(1978)	김수용_감독
- 과부(1978)	조문진_감독
- 옛날 옛적에 훠어이 훠이(1978)	유현목_감독
- 신궁(1979)	임권택_감독
- 가을비 우산속에(1979)	석래명_감독
- 을화(1979)	변장호_감독
- 사랑의 조건(1979)	김수용_감독
- 사람의 아들(1980)	유현목_감독
- 최후의 증인(1980)	이두용_감독
- 그 여자 사람잡네(1980)	이형표_감독
- 우산속의 세 여자(1980)	이두용_감독
- 만추(1981)	김수용_감독
- 만다라(1981) - 	임권택_감독
- 우상의 눈물(1981)	임권택_감독
- 반금련(1981)	김기영_감독
- 안개마을(1982)	임권택_감독
- 삐에로와 국화(1982)	김수용_감독
- 저녁에 우는 새(1982)	김수용_감독
- 오염된 자식들(1982)	임권택_감독
- 화녀 82(1982)	김기영_감독
- 여자의 함정(1982)	이경태_감독
- 불의 딸(1983)	임권택_감독
- 장남(1984) - 	이두용_감독
- 상한 갈대(1984)	유현목_감독
- 어미(1985)	박철수_감독
- 길소뜸(1985)	임권택_감독
- 안개기둥(1986)	박철수_감독
- 황진이(1986)	배창호_감독
- 태(1986)	하명중_감독
- 아다다(1987)	임권택_감독
- 감자(1987)	변장호_감독
- 동녀(1987)	강대선_감독
- 바람부는 날에도 꽃은 피고(1987)	김정옥_감독
- 크라이막스 원(1989)	엄종선_감독
- 상처(1989) 	곽지균_감독
- 밀월(1989)	변장호_감독
- 젊은 날의 초상(1990)	곽지균_감독
- 꼴찌부터 일등까지 우리반을 찾습니다(1990)	황규덕_감독
- 장군의 아들(1990)	임권택_감독
- 장군의 아들 2(1991)	임권택_감독
- 개벽(1991)	임권택_감독
- 장군의 아들 3(1992)	임권택_감독
- 이혼하지 않은 여자(1992)	곽지균_감독
- 참견은 노~ 사랑은 오예~(1993)	김유진_감독
- 서편제(1993)	임권택_감독
- 태백산맥(1994) 임권택_감독
- 사랑의 묵시록(1955)	김수용_감독
- 본투킬(1996)	장현수_감독
- 아버지(1997)    장길수_감독
- 실락원(1998)	장길수_감독
- 침향(1999)	김수용_감독
- 춘향뎐(2000)	임권택_감독
- 취화선(2002)	임권택_감독
- 하류인생 (2004)	임권택_감독
- 천년학(2006)	임권택_감독

## 수상 내역
*촬영상 부문	
- 1970	 제6회 백상예술대상 영화부문 기술상 《지하실의 7인》
- 1970    제6회 한국연극영화예술상 《지하실의 7인》
- 1971	 제10회 대종상영화제 촬영상 《화녀》
- 1972	 제8회 백상예술대상 영화부문 기술상 《화녀》
- 1970    제8회 한국연극영화예술상 《화녀》
- 1970    제15회 부일영화상 촬영상 《화녀》
- 1974	 제13회 대종상 영화제 촬영상 《국회푸락치》
- 1977	 제13회 한국연극영화예술상 《광화문통아이》
- 1977	 제13회 백상 예술대상 영화부문 기술상 《가위바위보》
- 1977	 제23회 아시아영화제 촬영상 《문》
- 1978	 제17회 대종상영화제 촬영상 《과부》
- 1980	 제1회 한국영화평론가협회상 촬영상 《사람의 아들》
- 1981	 제18회 한국연극영화예술상 《만다라》
- 1981	 제2회 한국영화평론가협회상 촬영상 《만다라》
- 1982	 제21회 대종상영화제 촬영상 《만추》
- 1982	 제18회 백상예술대상 영화부문 기술상 《만다라》
- 1983	 제22회 대종상영화제 촬영상 《안개마을》
- 1987	 제7회 하와이국제영화제 촬영상(이스트만 코닥) 《황진이》
- 1988	 제24회 백상예술대상 영화부문 기술상 《아다다》
- 1990	 제29회 대종상영화제 촬영상 《젊은날의 초상》
- 1991	 제12회 청룡영화상 촬영상 《개벽》
- 1992	 제12회 한국영화평론가협회상 촬영상 《개벽》
- 1993	 제31회 대종상 영화제 촬영상 《서편제》
- 1993	 제14회 청룡영화상 촬영상 《서편제》
- 1993	 제13회 영화평론가협회상 촬영상 《서편제》
- 1994	 제5회 이천춘사대상영화 제 촬영상 《태백산맥》
- 2000	 제8회 이천춘사대상영화 제 촬영상 《춘향뎐》
- 2000	 제20회 한국영화평론가협회상 촬영상 《춘향전》
- 2002	 제23회 청룡영화상 촬영상 《취화선》
- 2002	 제3회 부산영화평론가협회상 촬영상 -이필우 기념상 《취화선》
- 2002	 제22회 한국영화평론가협회상 촬영상 《취화선》

*문화상 부문	
- 1993	 제20회 대한민국 문화예술상 대통령상
- 1993	 자랑스런 서울시민상
- 1993	 제20회 문화예술상
- 2000	 보관문화훈장
- 2002	 제3회 한국영화문화상
- 2002	 제1회 고려대언론대학원 언론문화인상
- 2011	 제60회 서울시문화상

*공로상 부문
- 1997	 제18회 청룡영화상 특별공로상
- 2002	 제10회 이천춘사대상영화제 춘사탄생100주년 기념공로상
- 2002	 제1회 대한민국영화대상 공로상 (MBC영화공로상)
- 2005	 단성사 개관 100주년기념 100인 공로상
- 2013	 제50회 대종상영화제 영화발전공로상
- 2014	 제34회 한국영화평론가협회상 공로영화인상
- 2017    제37회 황금촬영상 공로상